# Austria na Letnich Igrzyskach Olimpijskich 1972
Austrię na Letnich Igrzyskach Olimpijskich 1972 reprezentowało 111 zawodników.

## Zdobyte medale
| Medal  | Zawodnik         | Dyscyplina    | Konkurencja           |
| ------ | ---------------- | ------------- | --------------------- |
| Srebro | Norbert Sattler  | Kajakarstwo   | K1                    |
| Brąz   | Ilona Gusenbauer | Lekkoatletyka | skok wzwyż            |
| Brąz   | Rudolf Dollinger | Strzelectwo   | Pistolet dowolny 50 m |